# Arad ostroma
Arad ostroma az 1848–49-es forradalom és szabadságharc déli hadszínterén zajló hadműveletek részeként 1848 októberétől 1849. július 1-jéig tartott, amikor a várat védő császári csapatok szabad elvonulás fejében, fegyvereiket megtartva átadták a várat az ostromló magyar-lengyel seregnek. A magyar kormányt zaszkali és deménfalvi Boczkó Dániel kormánybiztos képviselte és ő látta el kézjegyével a vár átadásáról szóló jegyzőkönyvet.

## Előzmények

### A vár állapota 1848 előtt
Arad vára a törökellenes harcok délre vonulásával vált fontossá, különösen az 1699-es karlócai béke után. A Maros vonalának védelmére a császári hadvezetésnek szüksége volt egy határerődre, de ezt a funkcióját már 1718-ban, a pozsareváci béke után el is vesztette. Ettől függetlenül Ausztria folyamatos törökellenes háborúi miatt fontos szerepet töltött be a délebbre harcoló csapatok ellátásában. 1763 és 1767 között sor került egy új, modern erőd felépítésére, amelyet eredetileg 3600 katona (egy teljes magyarországi sorezred) és 296 löveg befogadására terveztek. Az új vár építészetileg annyira egyedi elgondolásokból állt, hogy „aradi rendszernek” is nevezték. A napóleoni háborúk alatt hadifoglyok gyűjtőhelye, de börtön funkciója továbbra is megmaradt. A vár eléggé elhanyagolt volt, mert Ausztria már 60 éve nem viselt háborút a török ellen.

### Szakítás a magyar kormányzattal
Temesvár után Arad lett a császári csapatok legfontosabb bánsági bázisa.
A várparancsnok, Johann Berger kezdettől fogva nem szimpatizált a magyarországi helyzet alakulásával. Mikor a szerb lázadás hírére a várban állomásozó 2. ulánusezred törzse és a debreceni 39. gyalogezred 4 százada távozott a várból, a helyükre érkező nemzetőröket eltávolította a falak közül. A tiszántúli mozgó nemzetőrségnek ide tették a gyülekezési helyét, de Berger be sem engedte őket a vár kapuin, amivel kifejezte ellenállását a kormányzattal szemben. A helyőrséget igyekezett erősíteni új lövegekkel és több katonasággal, mert az egy kiöregedett katonákból álló helyőrségi zászlóalj és 36 löveg nem nyújthatott megfelelő védelmet.

## Ostromzár 1848 októberétől 1849 áprilisáig
A végleges szakítás az uralkodó október 3-i manifesztuma után következett be, és Berger október 7-től lövetni kezdte Aradot, amit később rendszeresen megismételt. Ennek köszönhetően Arad városa óriási károkat szenvedett, és lassan romhalmazzá vált. A védősereg létszáma ekkor elérte az 1350 főt és 66 löveget, míg az ostromsereg 7-8000 fő között ingadozott (noha ebből sok volt a nemzetőr és az újonc), 20-30 tábori és növekvő számú ostromlöveggel. Ez az erő mennyiségileg és minőségileg is csak a vár körülzárását tette lehetővé, de azt sem túl sok sikerrel: a temesvári helyőrség többször is feltörte az ostromzárat. A várat zároló magyar csapatok rendre alulmaradtak a császáriakkal szemben (1848. november 13-17., december 14-25. és 1849. február 6-9.), a legsúlyosabb, februári összecsapásban a magyarok 400 embert és 10 ostromlöveget veszítettek. Ezzel szemben csak annyit tudtak felmutatni, hogy a városból nem sikerült őket kiszorítani.
1848 őszén és telén a temesvári és aradi helyőrségek sikeresen működtek együtt a szerb felkelőkkel egészen 1849 januárjáig, amikor a magyar csapatok kiürítették a Marostól délre fekvő területeket. Ezt követően a császári csapatok szilárdan kezükben tartották a területet, egészen március közepéig. A hadi helyzet azonban áprilisban alapvetően megváltozott. Bem József kiszorította Puchner Antalt Erdélyből, és seregével a Bánság felé indult. A temesvári helyőrség segítségére sem lehetett számítani, hiszen a Christian Leiningen vezette csapatokat majdnem bekerítette Vécsey Károly V. hadteste és a Bem vezette erdélyi hadtest.

## Ostromzár 1849 áprilisától

### Az ostromsereg parancsnokai
A sikertelen zárolás során gyorsan váltogatták egymást a magyar parancsnokok: először Máriássy János őrnagy, majd Gaál Miklós ezredes volt az ostromsereg vezetője, majd egy kis ideig Kiss Pál ezredes, 1849 áprilisától pedig Vécsey Károly vezérőrnagy. Az ostromban részt vett egy lengyel légió is.

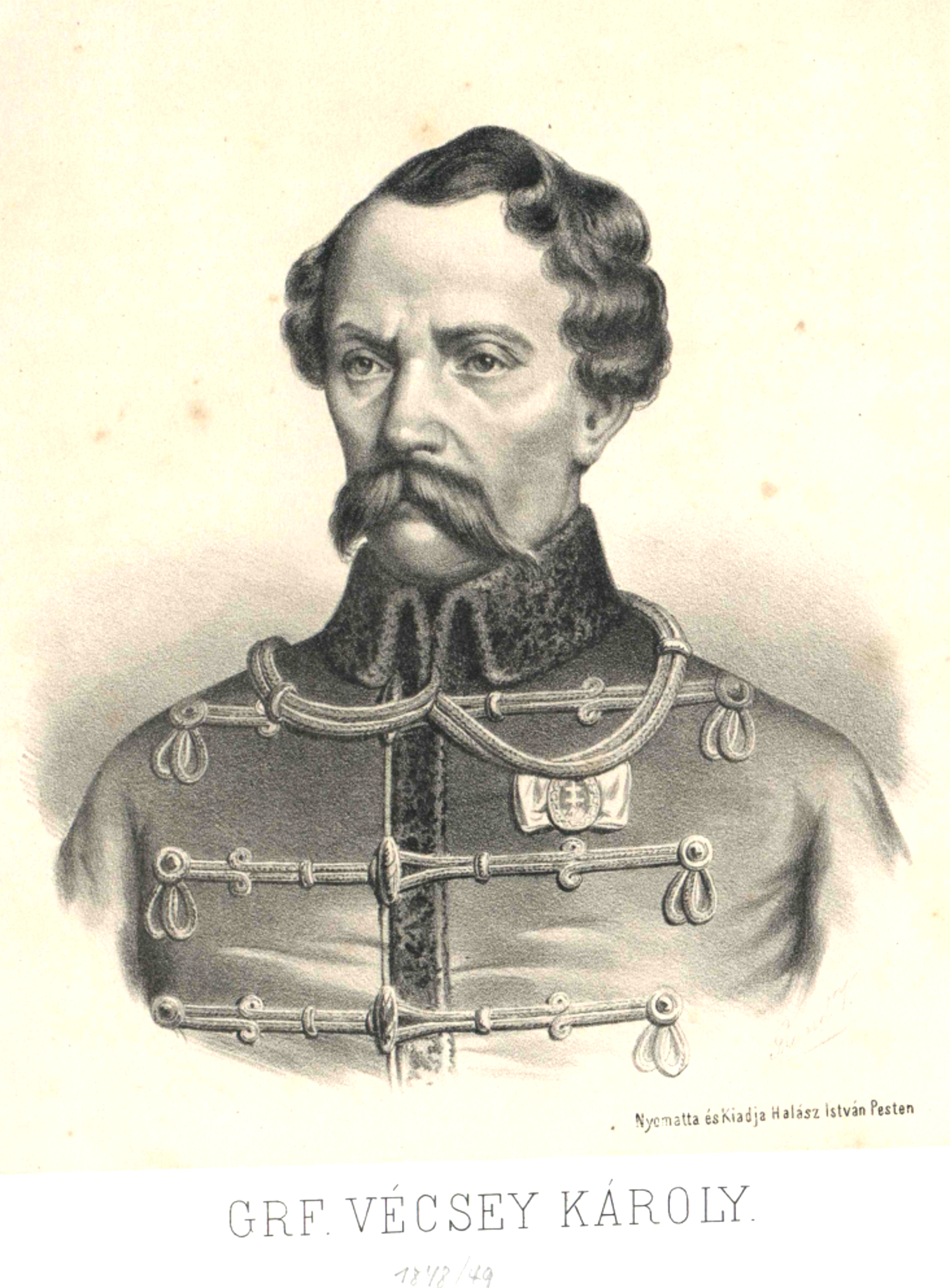
Vécsey Károly. Szamossy Elek litográfiája

### Ostrom-hadműveletek
Vécsey április 9-én felgyújtotta a várat Újaraddal összekötő fahidat, mire a várbeliek kitörtek, de minimális veszteségek mellett visszaszorították őket. A magyar lovasság megakadályozta, hogy a temesvári helyőrség különítménye élelmiszert juttasson a várba. Vécsey elrendelte, hogy a vár teljes elszigetelésének érdekében egy csatornával vágják el a Maros kanyarulatában lévő várat, amit április 13-án kezdtek és 24-én már be is fejeztek. A mesterséges csatornát egy futóárokkal erősítették meg. Ezt követően a várőrség passzivitásba vonult, és május 6-ig szüneteltette a város már-már menetrendszerű bombázását. Május 26-a után már egyetlen lövést sem adtak le a városra.

### Tárgyalások és a vár átadása
Vécsey három alkalommal, április 26-án, május 31-én és június 3-án szólította fel a várőrséget a megadásra. Június 5-től tárgyalásokat kezdtek a vár átadásáról, amiről június 28-án megállapodás született, és így július 1-jén a várőrség egy fogadalom megtétele után – mely szerint fél évig nem harcolnak Magyarország ellen – teljes fegyverzetben, egy honvédszázad kíséretében megindultak a Dunántúl felé.

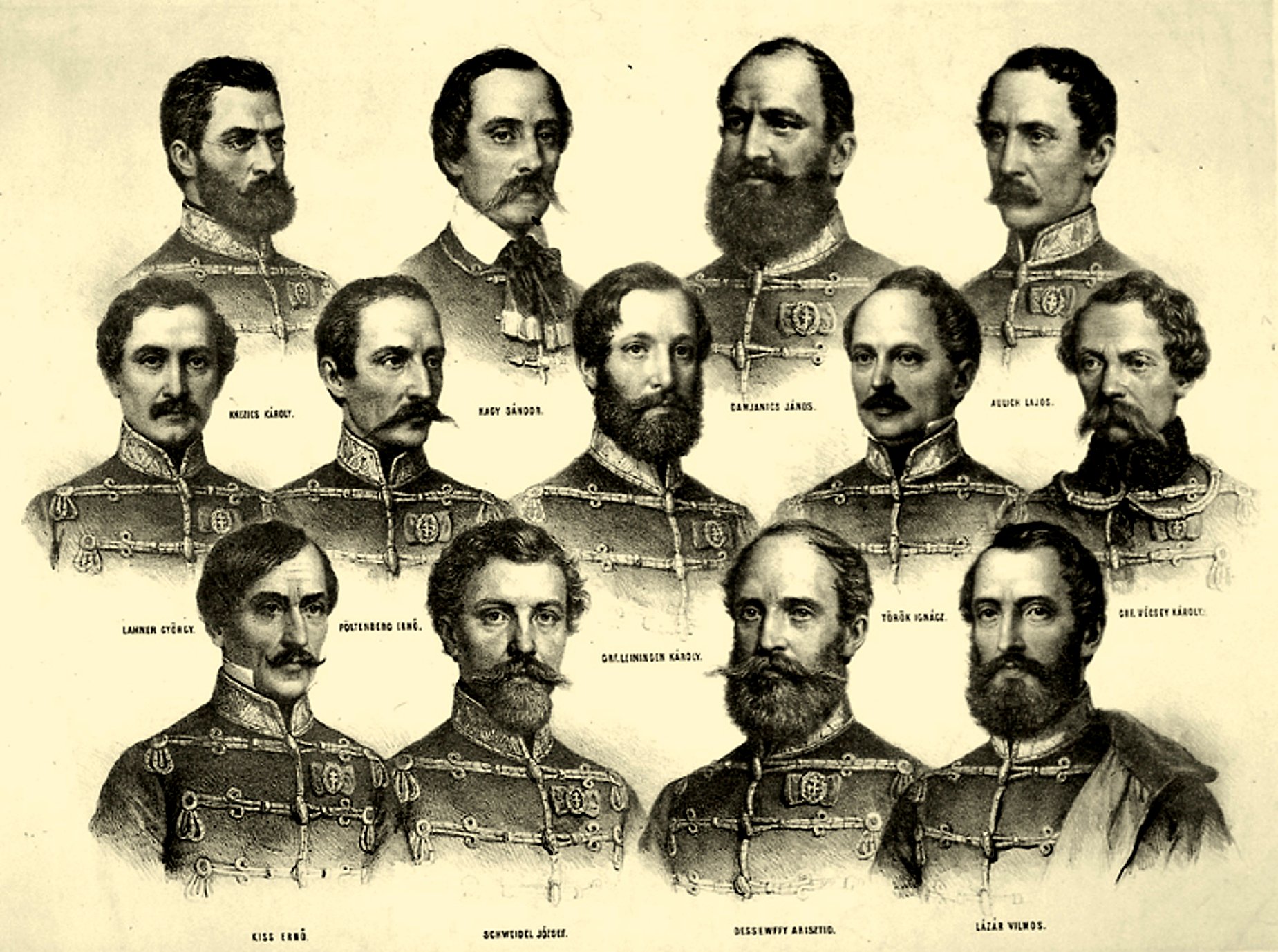
Az aradi vértanúk

## A vár utóélete a szabadságharcban
A vár élére eztán a beteg Damjanich Jánost nevezték ki, aki alig másfél hónap után – augusztus 17-én – átadta a várat az oroszoknak, 3800 védő pedig letette a fegyvert. Később itt végezték ki a szabadságharcban végzett munkájukért az aradi vértanúkat.